# QV68
QV68 est la tombe de Mérytamon, la fille et la grande épouse royale de Ramsès II, dans la vallée des Reines en Égypte. Elle est mentionnée par Champollion et Lepsius, puis fouillée par Ernesto Schiaparelli (directeur du Musée égyptien de Turin). 
Lepsius donne une brève description de cette tombe. Dans sa liste, c'est la tombe numéro 12. 

## La tombe
Le hall principal contient plusieurs scènes avec des divinités. Mérytamon apparaît devant Neith, Thot, Rê-Horakhti et Hathor. Mérytamon est représentée en train de consacrer des boîtes Mehet devant Osiris et Hathor, qui sont assis dans un kiosque. Les inscriptions identifient la reine comme Osiris, la fille du roi, la grande épouse royale, la dame des deux terres, Mérytamon, qu'elle vive. On dit qu'elle « apporte une boîte de vêtements, éternellement ; consacre la boîte de vêtements trois fois » (sic). 
D'autres scènes montrent la défunte faisant des offrandes à Khnoum et présentant deux vases à Ptah.
Mérytamon est enterrée dans un sarcophage en granit rouge qui se trouve maintenant au Musée de Berlin (15274). Les inscriptions l'identifient comme la [Fille du roi], Grande épouse royale, Dame des deux terres, Mérytamon, justifiée, et comme l'Osiris, Fille du roi bien-aimée de lui, Grande épouse royale, Dame des deux terres, Mérytamon, justifiée. 